# أنت (مسلسل)
أنت (بالإنجليزية: You) مسلسل إثارة نفسية أمريكي من تطوير جريج بيرلانتي وسيرا غامبل. الموسم الأول مقتبس من رواية تحمل نفس الأسم صدرت في 2014 للكاتبة كارولين كيبنيس،  
عرض المسلسل لأول مرة على لايف تايم بتاريخ 9 سبتمبر 2018 في الولايات المتحدة، سبقه أعلان تجديد المسلسل إلى موسم ثاني في 26 يوليو 2018 مقتبس من رواية كيبنيس التالية Hidden Bodies. عرض المسلسل عالمياً على نتفليكس في 26 ديسمبر 2018، سبقه أعلان تحول بث المسلسل إلى نتفليكس كأحد مسلسلاتها الأصلية في 3 ديسمبر.

## الموسم الأول
في الموسم الأول ، تبدأ القصة بجو غولدبيرغ ( بين بادغلي )، مدير مكتبة في نيويورك ، الذي يلتقي بالكاتبة الطموحة غينيفير بيك ( إليزابيث لايال ) و يعجب بها. و يغذي هوسه السام باستخدام وسائل التواصل الاجتماعي وغيرها من التكنولوجيا لتتبع وجودها وإزالة العقبات التي تحول دون علاقتهم الرومانسية و تتوالى الأحداث.

## الموسم الثاني
في الموسم الثاني ، ينتقل جو غولدبيرغ ( بين بادغلي ) من نيويورك إلى لوس أنجلوس هربًا من ماضيه ، ويبدأ من جديد بهوية جديدة. عندما يلتقي لاف ( فيكتوريا بيدريتي )  ، يبدأ جو في الوقوع في أنماطه القديمة من الهوس والعنف. بينما يحاول جو تكوين حب جديد في لوس أنجلوس ، يسعى جاهداً لجعل علاقته مع لاف تنجح بأي ثمن ، لتجنب مصير علاقته الرومانسية السابقة.

## الموسم الثالث
تم تجديد المسلسل للموسم الثالث بواسطة Netflix ، والذي تم إصداره في أكتوبر من عام 2021

## الممثلين و الشخصيات
| الممثل             | الدور        | ملاحظات                                                       |
| ------------------ | ------------ | ------------------------------------------------------------- |
| بين بادغلي         | جو غولدبيرغ  | مدير مكتبة في نيويورك                                         |
| إليزابيث لايال     | غينيفير بيك  | طالبة خريجة من جامعة نيويورك ذات حالة مادية صعبة وكاتبة طموحه |
| لوكا بادوفان       | باكو         | جار جو الطفل                                                  |
| زاك شيري           | إيثان        | صديق جو و يعمل معه في نفس المكتبة                             |
| شاي ميتشل          | بيتش سالينجر | اجتماعية ثرية ومؤثرة وأفضل صديقة بيك التقت بها في جامعة براون |
| امبر تشايلدرز      | كانديس ستون  | صديقة جو السابقة                                              |
| دانيال كوسجروف     | رون          | ضابط اطلاق الصراح المشروط و صديق والدة باكو                   |
| كاثرين غالاغر      | أنيكا أتواتر | واحدة من أصدقاء بيك ومؤثرة في وسائل التواصل الاجتماعي         |
| نيكول كانغ         | لين ليزير    | صديقة أخرى من أصدقاء بيك الأغنياء                             |
| فيكتوريا كارتاخينا | كلوديا       | والدة باكو                                                    |
| مارك بلوم          | السيد موني   | مالك المكتبة التي يعمل بها جو و مديره السابق                  |
| هاري نيف           | بليث         | طالب دراسات عليا منافس لبيك                                   |
| جون ستاموس         | الدكتور نيكي | طبيب بيك النفسي                                               |

| الممثل           | الدور                 | ملاحظات                                                                              |
| ---------------- | --------------------- | ------------------------------------------------------------------------------------ |
| بين بادغلي       | جو غولدبيرغ           | عند انتقاله إلى لوس أنجلوس يبدأ بهوية جديدة و اسم جديد مختلف عن اسمه السابق          |
| فيكتوريا بيدريتي | لاف كوين              | طاهية طموحة وخبيرة في الصحة يلتقي بها جو في لوس أنجلوس                               |
| جيمس سكالي       | فورتي كوين            | شقيق لاف التوأم ، المضطرب نفسيا                                                      |
| جينا أورتيغا     | إيلي ألفيس            | مراهقة تبلغ من العمر خمسة عشر عامًا نشأت بسرعة في المدينة الكبيرة وشقيقة دليلا الصغرى |
| كارميلا زومبادو  | دليلا ألفيس           | مراسلة استقصائية و شقيقة إيلي الكبرى                                                 |
| أدوين براون      | كالفين                | مدير في متجر آنافرين، وهو متجر بقالة فخم وعصري يمتلكه فورتي و شقيقته                 |
| روبن لورد تايلور | ويل بيتيلهايم         | مخترق يتعامل مع العملاء البغيضين كجزء من وظيفته والذي ينتحل جو هويته لفترة وجيزة     |
| مارييل سكوت      | لوسي سبريشر           | وكيلة أدبية أنيقة و شريكة سنرايز                                                     |
| كريس ديليا       | جوشوا "هندرسون" بانتر | الممثل الكوميدي الشهير في لوس أنجلوس                                                 |
| تشارلي بارنيت    | غابي ميراندا          | متخصص في علاج الوخز بالإبر وأقدم صديق للحب وأقرب مقربين له                           |
| ميلاني فيلد      | سنرايز دارشان كامينغز | مدونة منزلية و شريكة لوسي                                                            |
| ماجدة أبانوفيتش  | ساندي                 | أم جو                                                                                |
| داني فاسكيز      | ديفيد فينشر           | ضابط في شرطة لوس أنجلوس                                                              |
| سافرون بروز      | دوتي كوين             | والدة لاف و فورتي                                                                    |

| الممثل          | الدور                             | ملاحظات                                              |
| --------------- | --------------------------------- | ---------------------------------------------------- |
| لو تايلور بوتشي | بنجامين "بنجي" أشبي جونيور الثالث | صديق بيك الثري السابق                                |
| ريج روجرز       | بول ليهي                          | مستشار بيك للدراسات العليا الذي لديه اهتمام جنسي بها |
| مايكل بارك      | إدوين بيك                         | والد بيك                                             |
| إميلي بيرغل     | نانسي وايتسيل                     | زوجة والد بيك                                        |
| مايكل ميز       | نيكو                              | ضابط في مكتب شرطة غرينتش                             |
| جيرارد لوبو     | راج                               | طالب الطب وصديق قديم لبيك و بيتش                     |
| ناتالي بول      | كارين مينتي                       | جليسة باكو وصديقة جو الجديدة بعد انفصاله مع بيك      |
| ريان أنديز      | روس                               | محقق خاص استأجرته عائلة بيتش للنظر في وفاتها         |

| الممثل           | الدور          | ملاحظات                                                        |
| ---------------- | -------------- | -------------------------------------------------------------- |
| ستيفن بيلي       | جاسبر كرين     | مجرم يدين له ويل بيتيلهايم بالمال                              |
| كاثي جريفين      | نفسها          | مشاركة في جنازة هندرسون                                        |
| مايكل رايلي بورك | راي كوين       | والد لاف و فورتي                                               |
| ديفيد بالادينو   | أليك غريغوريان | محقق خاص استأجرته لاف للتحقيق بشأن صديقة جو السابقة " كانديس " |
| هيفن إيفرلي      | جيجي           | خطيبة ويل بيتيلهايم                                            |
| أندرو كرير       | ميلو وارينجتون | صديق جيمس المفضل و صديق لاف الجديد بعد انفصالها عن جو          |
| دانيال دورانت    | جيمس كينيدي    | زوج لاف الأصم و المتوفى بسبب السرطان                           |
| مادلين زيما      | راشيل          | زميلة كانديس في مسكنها ، الخبيرة في فن قتال الكراف ماغا        |
| بروك جونسون      | صوفيا          | حبيبة فورتي الاولى ، التي قتلت                                 |

## روابط خارجية
- يو على موقع IMDb (الإنجليزية)
- يو على موقع ميتاكريتيك (الإنجليزية)
- يو على موقع روتن توميتوز (الإنجليزية)
- يو على موقع نتفليكس (الإنجليزية)
- يو على موقع فيلمافينيتي (الإسبانية)
- يو على موقع كينوبويسك (الروسية)
- يو على موقع ألو سيني (الفرنسية)
- يو على موقع قاعدة بيانات الفيلم (الإنجليزية)

- الموقع الرسمي
- أنت  في قاعدة بيانات الأفلام على الإنترنت (بالإنجليزية)